# Vlag van Rotterdam
De vlag van Rotterdam bestaat uit drie even hoge horizontale banen in de kleurenvolgorde groen-wit-groen. Rotterdam nam deze vlag aan op 10 februari 1949. Deze kleurencombinatie komt ook voor in het Rotterdamse wapenschild. Er worden ook vaak gebruikt een variant met een gemeentewapen on de groen-wit-groene vlag.

## Historische vlaggen
De kleuren groen en wit zijn al vanaf de middeleeuwen de kleuren van Rotterdam, maar het aantal banen op Rotterdamse vlaggen varieerde sterk. Het groen verwijst naar het Hof van Wena en het wit symboliseert de Rotte. Schepen met als thuishaven Rotterdam voerden op zee de Rotterdamse vlag in een of twee masten.

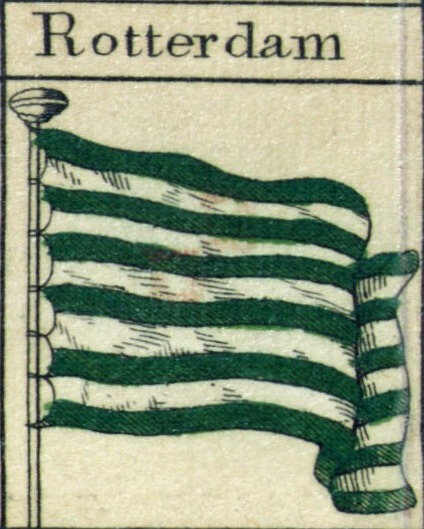
Vlag van Rotterdam, zoals deze in 1783 op een vlaggenkaart werd getekend
Reconstructie vlag uit 1783
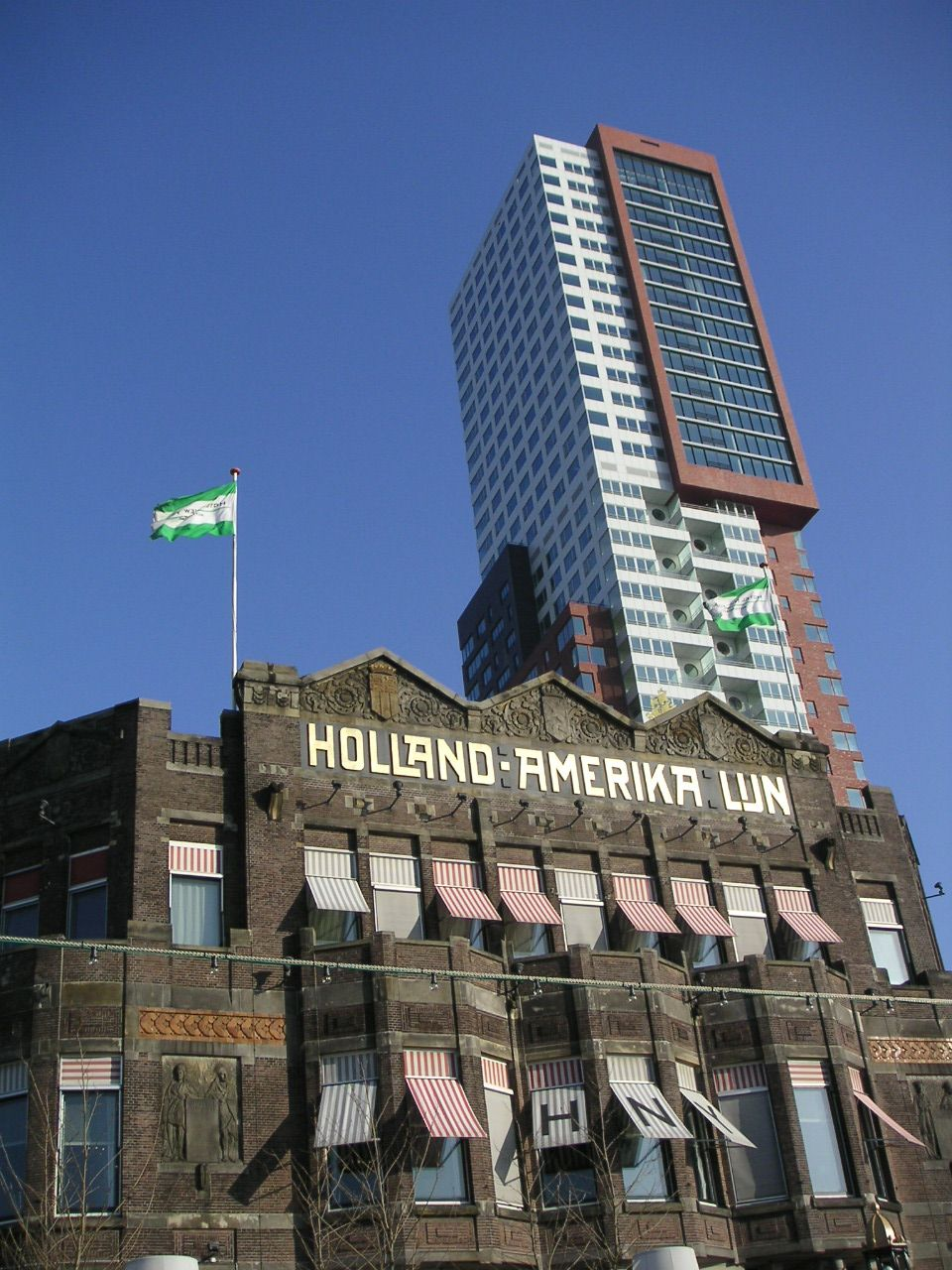
De Rotterdamse vlag met daarop het logo van de Holland-Amerika Lijn

## Bestuurscommissiegebieden

Centrum
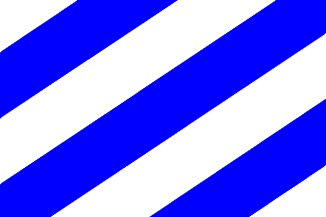
Charlois
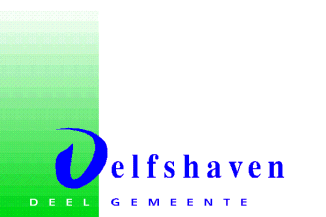
Delfshaven: Vlag
Feijenoord
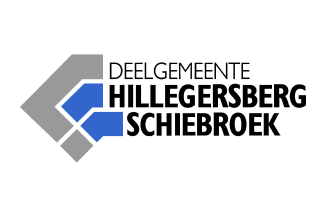
Hillegersberg-Schiebroek
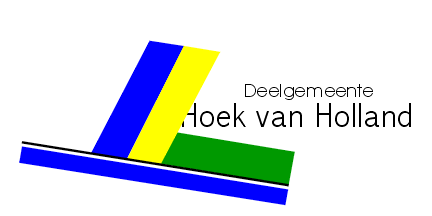
Hoek van Holland: Vlag
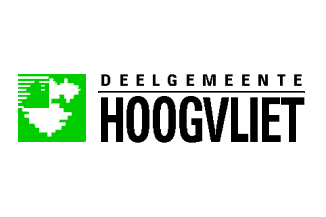
Hoogvliet
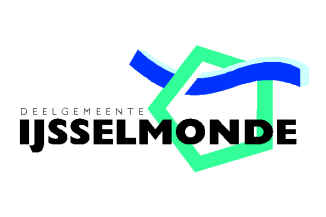
IJsselmonde
Kralingen-Crooswijk
Noord
Overschie: Vlag
Pernis
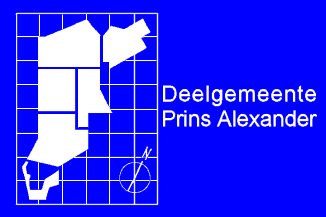
Prins Alexander
Rozenburg: Vlag

## Verwante symbolen

Het wapen van Rotterdam
De vlag van Oude-Tonge
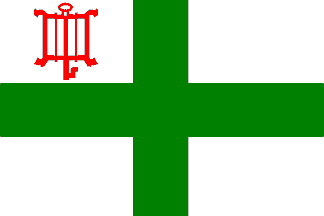
De vlag van bisdom Rotterdam

Alblasserdam
· Albrandswaard
· Alphen aan den Rijn
· Barendrecht
· Bodegraven-Reeuwijk
· Capelle aan den IJssel
· Delft
· Den Haag
· Dordrecht
· Goeree-Overflakkee
· Gorinchem
· Gouda
· Hardinxveld-Giessendam
· Hendrik-Ido-Ambacht
· Hillegom
· Hoeksche Waard
· Kaag en Braassem
· Katwijk
· Krimpen aan den IJssel
· Krimpenerwaard
· Lansingerland
· Leiden
· Leiderdorp
· Leidschendam-Voorburg
· Lisse
· Maassluis
· Midden-Delfland
· Molenlanden
· Nieuwkoop
· Nissewaard
· Noordwijk
· Oegstgeest
· Papendrecht
· Pijnacker-Nootdorp
· Ridderkerk
· Rijswijk
· Rotterdam
· Schiedam
· Sliedrecht
· Teylingen
· Vlaardingen
· Voorne aan Zee
· Voorschoten
· Waddinxveen
· Wassenaar
· Westland
· Zoetermeer
· Zoeterwoude
· Zuidplas
· Zwijndrecht